# Battaglia delle Arginuse
La battaglia delle Arginuse, combattuta durante la guerra del Peloponneso presso le isole Arginuse, ad est dell’isola di Lesbo, fu una vittoria navale ateniese ottenuta contro la flotta spartana. La flotta ateniese, costituita perlopiù da navi appena costruite ed equipaggi inesperti, venne affidata ad otto strateghi, i quali, nonostante ciò, seppero cogliere la vittoria grazie alle loro abilità. L’urgenza di Atene era quella di interrompere il blocco navale imposto dalle triremi spartane comandate da Callicratida, a Mitilene, città nella quale era ormeggiata la flotta ateniese al comando di Conone.
La notizia della vittoria fu accolta con giubilo ad Atene, a tal punto che i cittadini votarono per concedere la cittadinanza agli schiavi e ai meteci che avevano combattuto nella battaglia. Successivamente tuttavia giunse la notizia del naufragio della flotta ateniese a causa di una tempesta, la stessa che impedì alle navi incaricate il recupero dei sopravvissuti delle 25 triremi ateniesi affondate o gravemente danneggiate. Gli ateniesi, sconvolti dalla notizia, dopo un aspro dibattito avvenuto in assemblea, processarono e giustiziarono sei degli otto comandanti.
A Sparta, i tradizionalisti avevano sostenuto lo sconfitto Callicratida e per evitare che il prosieguo della guerra portasse una nuova ascesa di Lisandro, suo oppositore, vollero chiedere la pace ad Atene. Fu questo partito a prevalere e venne quindi mandata una delegazione ad Atene. L’offerta di pace fu però rifiutata. Di conseguenza Lisandro partì alla volta dell’Egeo, con l’incarico di prendere il comando della flotta e portare Sparta alla vittoria della guerra, ottenuta dopo meno di un anno dalla vittoria a Egospotami.

## Antefatti

### Callicratida e Conone
Nel 406 a.C. Callicratida fu nominato navarco della flotta spartana, rimpiazzando Lisandro.
Callicratida era uno spartano tradizionalista, che diffidava dell'influenza persiana; perciò non aveva intenzione di chiedere aiuto a Ciro,  grande sostenitore di Lisandro. Animato da queste motivazioni, Callicratida allestì una flotta interamente spartana chiedendo fondi e contributi anche alle città greche della Lega peloponnesiaca, di cui Sparta aveva la conduzione. In questo modo, riunì una flotta di circa 140 triremi.
Conone, che a quell'epoca era al comando della flotta ateniese di Samo, a causa di disaccordi con i marinai riuscì a equipaggiare soltanto 70 triremi fra le più di 100 ormeggiate. Lo spartano Callicratida mosse con la sua flotta verso Mithymna, sull'isola di Lesbo, che dopo un breve assedio occupò. Da Mithymna, Callicratida avrebbe potuto estendere facilmente il controllo a tutta l'isola e portare la sua flotta nell'Ellesponto, da dove poi avrebbe potuto ostacolare la rotta commerciale del grano diretto ad Atene. Di fronte a questa grave minaccia, Conone dovette spostare la sua flotta, numericamente inferiore, da Samo alle isole Hekatonnesi, nei pressi di Mithymna.
Quando poi Callicratida lo attaccò nella Battaglia di Mitilene (406 a.C.), Conone dovette riparare proprio a Mitilene, dove rimase bloccato con una forza ridotta a sole 30 navi all'imboccatura del porto. Assediato da terra e da mare, Conone non poté fare niente contro le preponderanti forze spartane che lo circondavano; anche il collega Leonte era bloccato. Nonostante molte difficoltà, riuscì a malapena a far salpare dal porto una nave messaggera con l'incarico di portare ad Atene informazioni relative alla sua situazione.

### La flotta di soccorso
Quando la nave messaggera giunse ad Atene, l'assemblea approvò ed armò subito una flotta di soccorso. Le statue dorate della Nike furono fuse per finanziare la costruzione delle navi e anche gli schiavi ed i meteci furono arruolati negli equipaggi della flotta. Per assicurarsi un numero sufficientemente grande e leale di marinai, gli Ateniesi presero la decisione radicale di estendere la cittadinanza agli schiavi che avrebbero servito nella flotta come rematori. Attraverso queste misure furono preparate ed equipaggiate più di 100 navi e, con i contributi delle flotte alleate, la flotta ateniese giunse ad avere 150 navi una volta raggiunta Samo.
Dopo la sconfitta di Alcibiade a Nozio nel 407 a.C., con una decisione molto poco ortodossa l'assemblea ateniese aveva deciso di dare il comando della flotta a otto strategói (Aristocrate, Aristogene, Diomedonte, Erasinide, Lisia, Pericle, Protomaco e Trasillo). Ad essi, prima della battaglia, si aggiunse anche un certo Ippeo, che comandava le 10 navi di Samo.
Dopo aver lasciato Samo, la flotta ateniese si diresse alla volta delle isole Arginuse di fronte a Capo Malea (Lesbo), dove sostò per la notte. Callicratida, che si era diretto a sud di Malea con gran parte della sua flotta, dopo aver intuito le intenzioni del nemico e aver notato i loro fuochi segnaletici, pensò di attaccarli di notte, ma un temporale glielo impedì, costringendolo a rimandare l'attacco alla mattina seguente.

## Battaglia
All'alba del giorno dopo, finita la pioggia, Callicratida lanciò la sua flotta contro gli Ateniesi: a sua disposizione vi erano solo 120 navi per combattere le 150 ateniesi, avendone lasciate 50 a Mitilene per sorvegliare Conone. Gli equipaggi e i comandanti spartani avevano più esperienza dei loro avversari, dato che le truppe ateniesi di miglior valore erano con Conone. Quindi per contrastare l'abilità di manovra spartana, gli strategói misero in atto alcune tattiche innovative. Per prima cosa la flotta fu divisa in otto divisioni autonome, ognuna comandata da uno degli strateghi; in secondo luogo, schierarono la loro flotta su una doppia linea (invece che su una sola, come da tradizione) per impedire agli Spartani una manovra conosciuta come diekplous, nella quale una triremi si infilava nello spazio tra due navi nemiche e ruotava, colpendone una nel fianco: se gli Spartani avessero tentato di mettere in atto questa tattica contro una doppia linea, una nave della seconda linea avrebbe potuto avanzare per attaccare la nave spartana.
Il resoconto che segue è quello di Diodoro Siculo, visto che Senofonte afferma soltanto che la battaglia fu lunga e cruenta. Quando gli Ateniesi avanzarono, estesero il loro fianco sinistro verso il mare, aggirando gli Spartani. La superiorità numerica ateniese, combinata alle loro tattiche innovanti, misero in difficoltà gli avversari, tant'è che il timoniere di Callicratida gli consigliò di ritirarsi senza combattere. Ma il navarco volle insistere: dividendo in due la sua flotta per fronteggiare la minaccia di un accerchiamento, lanciò le sue navi nella battaglia.
Ne seguì un breve combattimento, molto animato, alla fine del quale Callicratida, che comandava l'ala destra spartana, fu ucciso quando la sua nave venne speronata da una nave nemica; terminando così la resistenza dell'ala destra. La sinistra resistette più a lungo, ma non riuscì a fronteggiare l'intera flotta ateniese e presto si unì all'ala destra nella fuga. Nello scontro, gli Spartani persero circa 70 navi, gli Ateniesi solo 25.

## Conseguenze
Subito dopo la battaglia, i comandanti ateniesi dovettero decidere su quale dei vari compiti urgenti avrebbero dovuto focalizzarsi. Conone era ancora bloccato a Mitilene da 50 navi spartane e un'azione decisiva contro di esse avrebbe potuto affondarle prima che potessero unirsi ai resti della flotta di Callicratida. Al tempo stesso, erano da soccorrere i sopravvissuti delle 25 navi ateniesi affondate o danneggiate durante la battaglia, che erano nel mare davanti alle isole Arginuse.
Per risolvere entrambi i problemi, gli strateghi decisero di andare tutti e otto con gran parte della flotta a Mitilene, dove avrebbero tentato di liberare Conone, mentre i trierarchi Trasibulo e Teramene sarebbero rimasti indietro con 47 navi a recuperare i sopravvissuti; entrambe queste missioni, comunque, furono impossibilitate dall'arrivo improvviso di una tempesta, che respinse le navi in porto: la flotta spartana di Mitilene, comandata da Eteonico, fuggì, e fu impossibile recuperare i marinai in mare, che affogarono.

### Processo agli strateghi
Ad Atene la gioia suscitata da questa vittoria inaspettata fu rapidamente soppiantata dal dibattito riguardante la responsabilità dell'annegamento dei naufraghi. Quando gli strateghi seppero del malcontento della popolazione per il mancato salvataggio dei naufraghi, ritennero che Trasibulo e Teramene, che erano già tornati in città, ne fossero responsabili, e scrissero alcune lettere all'assemblea per denunciare i due trierarchi, incolpandoli del disastro.
I trierarchi si difesero efficacemente dalle accuse, e l'astio della folla si rivolse agli strateghi; questi ultimi furono esautorati e obbligati a tornare ad Atene per essere processati. Due di loro, Aristogene e Protomaco, fuggirono, mentre gli altri sei obbedirono. Dopo essere tornati furono imprigionati, e uno di loro, Erasinide, fu processato e condannato per vari motivi, inclusa una cattiva condotta nella battaglia. Questo processo potrebbe rappresentare un tentativo da parte degli strateghi di verificare l'umore della città, visto che Erasinide, che aveva proposto di abbandonare del tutto i sopravvissuti nelle discussioni dopo la battaglia, potrebbe essere stato il bersaglio più facile tra i sei. La questione di come trattare gli strateghi per non aver recuperato i sopravvissuti fu poi discussa nell'assemblea: il primo giorno di dibattito i comandanti riuscirono a conquistare la simpatia della folla dando la colpa dell'intera tragedia alla tempesta, che aveva impedito ogni soccorso.
Tuttavia, il primo giorno di dibattito fu seguito dalle Apaturie, festività nelle quali le famiglie si incontravano e stavano insieme. In questo contesto l'assenza di coloro che erano annegati alle Arginuse fu dolorosamente evidente. Quando l'assemblea si riunì nuovamente, la parola passò a coloro che volevano trattare gli strateghi duramente.
Un politico chiamato Callisseno propose che l'assemblea votasse subito per l'innocenza o la colpevolezza degli strateghi senza ulteriori dibattiti. Eurittolemo, cugino di Alcibiade, e molti altri si opposero alla mozione, affermando che fosse contrario alle regole del processo votare un verdetto senza aver dibattuto a sufficienza sul merito delle accuse, ma smisero di protestare dopo che un altro politico sostenne che la stessa mozione da applicare agli strateghi poteva essere applicata a loro. Dopo aver messo a tacere l'opposizione, gli accusatori tentarono di portare al voto la loro mozione.
Presiedevano l'assemblea i pritani, consiglieri estratti a sorte dalla tribù incaricata di supervisionare i lavori dell'assemblea in quel dato mese. A ogni riunione dell'assemblea, uno dei pritani era nominato presidente dell'assemblea (in greco antico: ἐπιστάτης?, epistates).
Per caso il filosofo Socrate, che ricoprì cariche pubbliche una sola volta nella sua vita, era epistate il giorno in cui gli strateghi furono processati. Dichiarando che "non avrebbe fatto nulla di contrario alla legge", Socrate rifiutò di mettere ai voti la mozione.
Incoraggiato, Eurittolemo salì di nuovo a parlare, persuadendo l'assemblea ad approvare una mozione che stabiliva che gli strateghi fossero processati individualmente e non tutti assieme, come già Socrate aveva proposto.
Tuttavia, grazie ad alcune manovre, questa vittoria fu annullata e alla fine la mozione originale fu portata avanti. Si andò ai voti e tutti gli otto strateghi furono dichiarati colpevoli e i sei presenti al processo giustiziati, incluso Pericle il Giovane. Gli Ateniesi presto rimpiansero questa decisione, muovendo accuse ai principali istigatori delle esecuzioni; questi scapparono prima di poter essere processati, ma Callisseno fece ritorno ad Atene vari anni dopo, dove, disprezzato dai suoi concittadini, morì di stenti.

### Offerta di pace
A Sparta la sconfitta delle Arginuse si aggiunse a una lunga serie di crisi sopravvenute spesso da quando la guerra nell'Egeo era cominciata (412 a.C.). La flotta, ora ancorata a Chio, era in cattive condizioni, gli Spartani in patria erano scoraggiati e i sostenitori di Callicratida non volevano che il loro rivale Lisandro tornasse al potere, fatto probabile se la guerra fosse continuata (gli alleati di Sparta nell'Egeo stavano già domandando il suo ritorno). Con tutti questi pensieri in testa, il governo spartano mandò un'ambasciata ad Atene, offrendo la resa del forte spartano di Decelea in cambio di una pace basata sullo status quo dell'Egeo. Questa proposta, comunque, fu rifiutata dall'assemblea ateniese, su raccomandazione di Cleofonte. La guerra continuò, ma la decisione di Atene si rivelò errata meno di un anno dopo, quando Lisandro, tornato al comando della flotta spartana, sconfisse decisivamente la flotta ateniese a Egospotami. Trascorsi solo due anni dalla vittoria delle Arginuse, Atene dovette arrendersi e le sue mura furono abbattute.